# Landed gentry

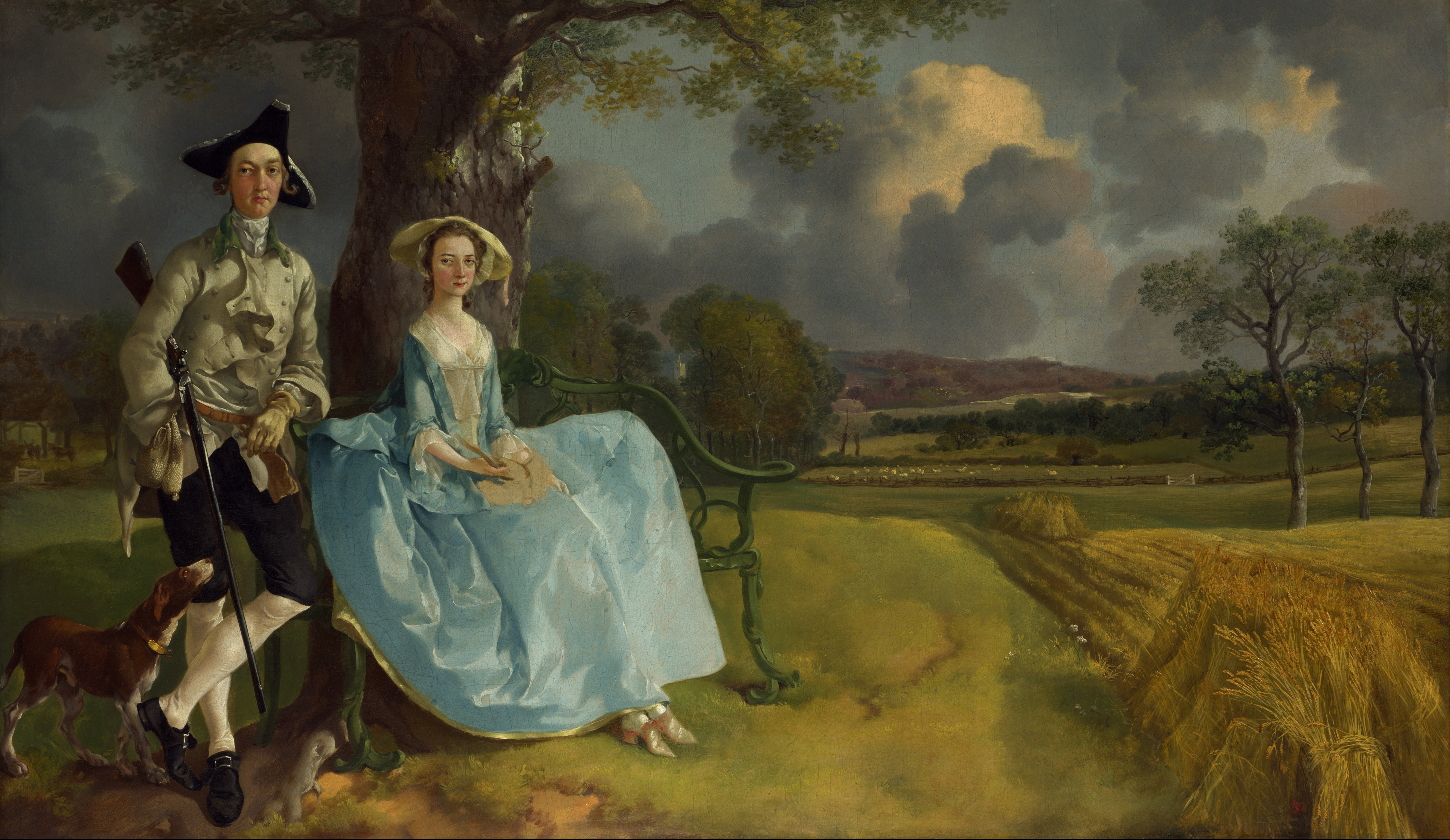
Mr and Mrs Andrews (c. 1750) by Thomas Gainsborough, a couple from the landed gentry, a marriage alliance between two local landowning families – one gentry, one trade. National Gallery, London.

Landed gentry es la denominación de una clase social británica, formada por terratenientes que poseen un country estate (dominio) con el que obtienen rentas de la tierra que constituyen suficientes ingresos para mantener un alto nivel de vida, lo que la convierte en élite social. Aunque en teoría está por debajo de la nobleza británica (del rango denominado peerage), su base económica es similar, e incluso algunas familias de la landed gentry son más ricas que algunos pares (peers), y se producen enlaces familiares, de forma que muchas en ambos grupos están estrechamente emparentadas. Con o sin título nobiliario, poseer dominios territoriales en el campo suele proporcional los derechos legales de lord of the manor, y el tratamiento o título menos formal de squire, que en Escocia se denomina laird.
Generalmente la tierra se hereda por el varón primogénito (equivalente al mayorazgo español), mientras que los hijos segundones y las hijas heredan capital en metálico o acciones. Es corriente que cultiven directamente parte de las tierras y aprovechen los bosques para la explotación forestal, se mantengan molinos y otras actividades, pero la mayor parte de la tierra se explota de forma indirecta, arrendándola tenant farmers. Muchos de los cabezas de las familias de la landed gentry desarrollan carreras políticas o militares, y los hijos segundones forman una gran parte del clero, la oficialidad del ejército y la carrera judicial.
El declive de la landed gentry comenzó principalemnte con la crisis agrícola de 1870; no obstante, todavía se mantienen muchas familias que han conseguido mantener sus herencias hasta el presente (comienzos del siglo XXI).
La expresión landed gentry inicialmente se refería exclusivamente a los miembros de la clase alta que eran poseedores de tierras (landlords) pero al mismo tiempo eran plebeyos (commoners), es decir, que no pertenecían al rango nobiliario de los peers (peerage), pero el uso se fue flexibilizando con el tiempo. A finales del siglo XIX el término también se aplicaba a los  peers que vivían en landed estates, como por ejemplo el Duque de Westminster.
Burgueses de éxito solían usar su riqueza acumulada para comprar dominios territoriales (country estates), con el fin de establecerse como landed gentry.
La serie de libros Burke's Landed Gentry registra los miembros de esta clase.

## Grupos
El término gentry incluye cuatro grupos, la condición de los cuales no implican necesariamente la posesión de riqueza territorial:
1. Baronet (abreviado Bt.): título hereditario, creado en el siglo XIV y revitalizado por el rey Jacobo en 1611, dando al poseedor el derecho al tratamiento de Sir ("señor").
2. Knight (abreviado Kt., traducible como "caballero"): originalmente un rango militar, este estatus se fue otorgando crecientemente a civiles como recompena por servicios a la Corona. Los poseedores de tal dignidad tienen el derecho al tratamiento de Sir, como los baronets, peron al contrario que éstos, su título no es hereditario.
3. Esquire (abreviado Esq., traducible como "escudero"): originalmente los principales asistentes de los caballeros, eran los aspirantes a la condición de estos (knighthood). En la Edad Moderna, el título de Esquire (Esq.) pasó a ser un honor que podía ser conferido por la Corona; y, por costumbre, los ejercientes de ciertos cargos públicos (tales como barrister, Lord Mayor, Justice of the Peace, y los rangos más altos de las fuerzas armadas) eran considerados Esquires.[3]
4. Gentleman (abreviado Gent., plural gentlemen, traducible como "gentilhombre"): poseedores de un estatus social reconocido como título separado por el Statute of Additions de 1413. Generalmente eran considerados gentlemen los hombres de alta cuna o rango, riqueza y buen estatus social, y que no necesitaban trabajar para vivir.

Todos los baronets y muchos de los otros tres grupos, eran armígeros, al haber obtenido el derecho a escudo de armas o blasón, cosa que en la mayor parte de las sociedades del continente europeo era derecho exclusivo de la nobleza y el alto clero. En Francia ocurría lo mismo, pero a muchos de los terratenientes de origen burgués también se les permitió registrar blasones, convirtiéndose en armígeros.

## Origen del término
La expresión landed gentry, aunque originalmente solía significar nobleza, vino a usarse para la baja nobleza inglesa en torno a 1540. Aunque antes se identificaban, con el tiempo nobleza y landed gentry se hicieron complementarias, en el sentido de que la definición de cada una de ellas comenzó a cubrir huecos que la otra carecía. El término histórico gentry por sí mismo, como argumenta Peter Coss, es un constructo que los historiadores han aplicado libremente a sociedades bastante diferentes. Ningún modelo en particular puede ajustarse a una sociedad específica, aunque una definición simple sigue siendo conveniente. La expresión landed gentry se refería en particular a los miembros no titulados de la clase alta terrateniente. La propiedad de la tierra fue históricamente (y en menor medida sigue siendo) la forma más estable y respetada de riqueza, conllevando gran prestigio y poder político.

## Estatus actual
La gran depresión de la agricultura británica (Great Depression of British Agriculture) a finales del siglo XIX, junto con la introducción de los altos niveles de impuestos a la riqueza heredada, puso fin al predominio de la tierra agrícola como la fuente principal de la riqueza de las clases altas. Muchas propiedades se vendieron o quebraron, y esta tendencia se aceleró por la introducción de protección a las tenencias agrículas (agricultural tenancies), fomentando las ventas (outright sales), desde mediados del siglo XX.
Tan devastador fue este proceso para las filas de lo que antes se identificaba como landed gentry que la guía Burke's Landed Gentry comenzó en el siglo XX a incluir familias históricas que habían dejado de poseer sus tierras tradicionales. El foco en los que permanecían en esta clase se volvió de las propias tierras o estates, al stately home o family seat, que en muchos casos se retenía sin las tierras circundantes. Muchos de estos edificios se compraron por el Estado y se preservaron como monumentos, muestra de la forma de vida de sus anteriores propietarios (que en ocasiones permanecían viviendo en una parte de las casas como lessees o tenants) por el National Trust for Places of Historic Interest or Natural Beauty. El National Trust, que inicialmente había se había dedicado a los paisajes abiertos más que a los edificios, aceleró la adquisición de country houses tras la Segunda Guerra Mundial, en parte a causa de la gran destrucción de country houses por la incapacidad de sus propietarios para mantenerlas. Los que conseguían retener sus propiedades solían suplementar sus rentas con fuentes diferentes a la tierra, a veces abriendo sus propiedades al público.
En el siglo XXI, la expresión landed gentry sigue usándose, al seguir existiendo la clase terrateniente, pero crecientemente se refiere más a contextos históricos que a las familias con gran propiedad de la tierra. Además, la deferencia que automáticamente se daba a los miembros de esta clase por la mayor parte de la población británica se ha dispado casi completamente, dado el declive de su riqueza, poder político e influencia social, mientras que otras figuras sociales (celebrities) han pasado a ocupar su lugar en el interés público.